# Dynoides saldani
Dynoides saldani är en kräftdjursart som beskrevs av Alberto Carvacho och Haasmann 1984. Dynoides saldani ingår i släktet Dynoides och familjen klotkräftor. Inga underarter finns listade i Catalogue of Life.